# 6395 Hilliard
Hilliard (asteróide 6395) é um asteróide da cintura principal, a 1,9251445 UA. Possui uma excentricidade de 0,2020465 e um período orbital de 1 368,75 dias (3,75 anos).
Hilliard tem uma velocidade orbital média de 19,17563959 km/s e uma inclinação de 1,49792º.
Este asteróide foi descoberto em 21 de Outubro de 1990 por Yoshio Kushida, Osamu Muramatsu.